# Butowo-Poligon

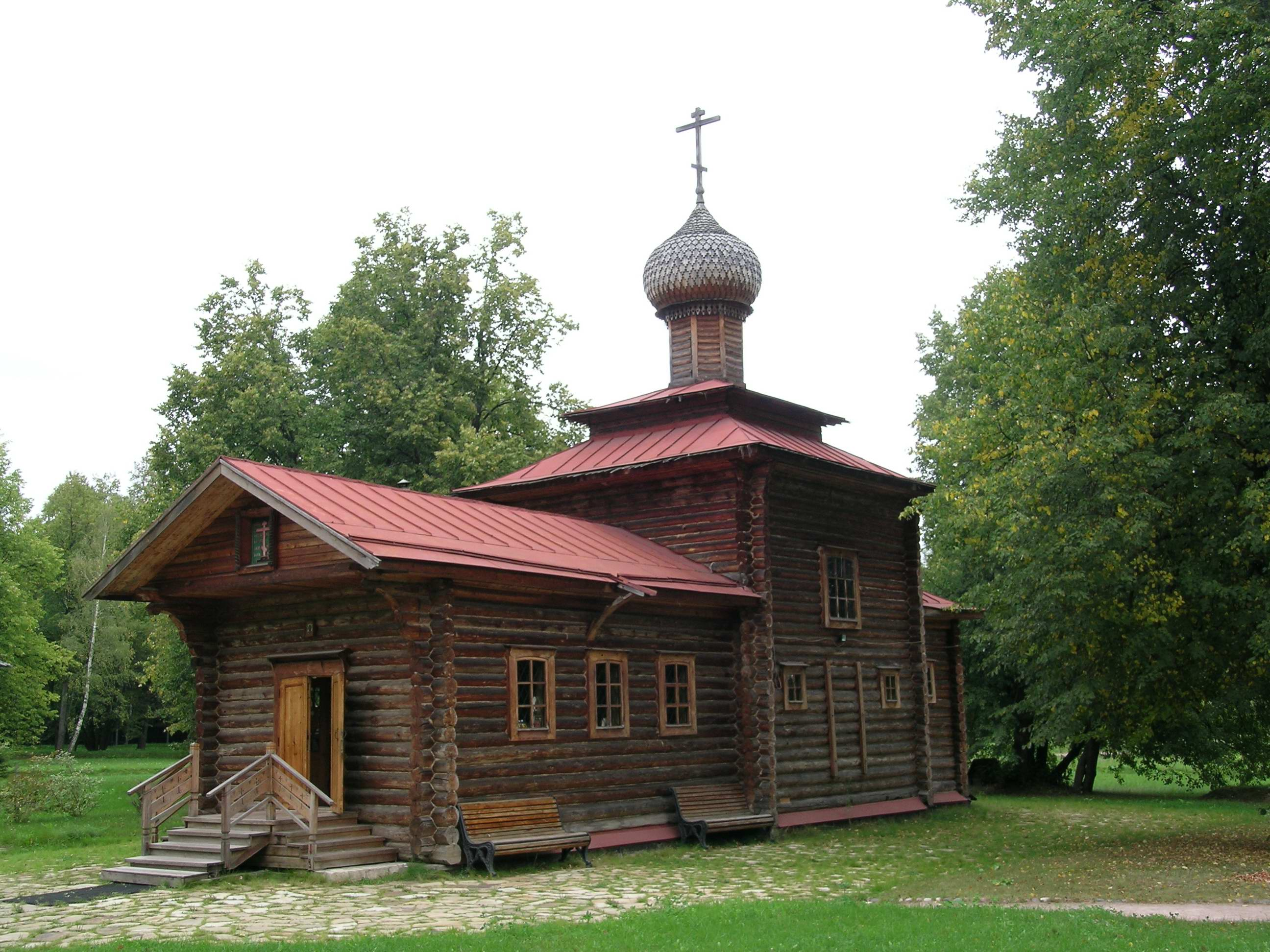
Gedenkkapelle bei Butowo

Butowo (russisch Бутово) ist ein südlicher Vorort von Moskau. Er erlangte als Hinrichtungsstätte während der Zeit der „Großen Säuberung“ in der Sowjetunion traurige Berühmtheit.

## NKWD-Schießplatz
Während der „Großen Säuberung“ der Jahre 1937 und 1938 wurden auf dem dortigen Schießplatz Butowski poligon über 20.761 Menschen vom NKWD erschossen. An manchen Tagen verloren über 500 Menschen ihr Leben. Die Hinzurichtenden wurden mit einem Schuss in den Hinterkopf getötet und anschließend auf dem Gelände in Massengräbern anonym verscharrt. In Butowo wurden über 1000 Kleriker der Russisch-Orthodoxen Kirche umgebracht.

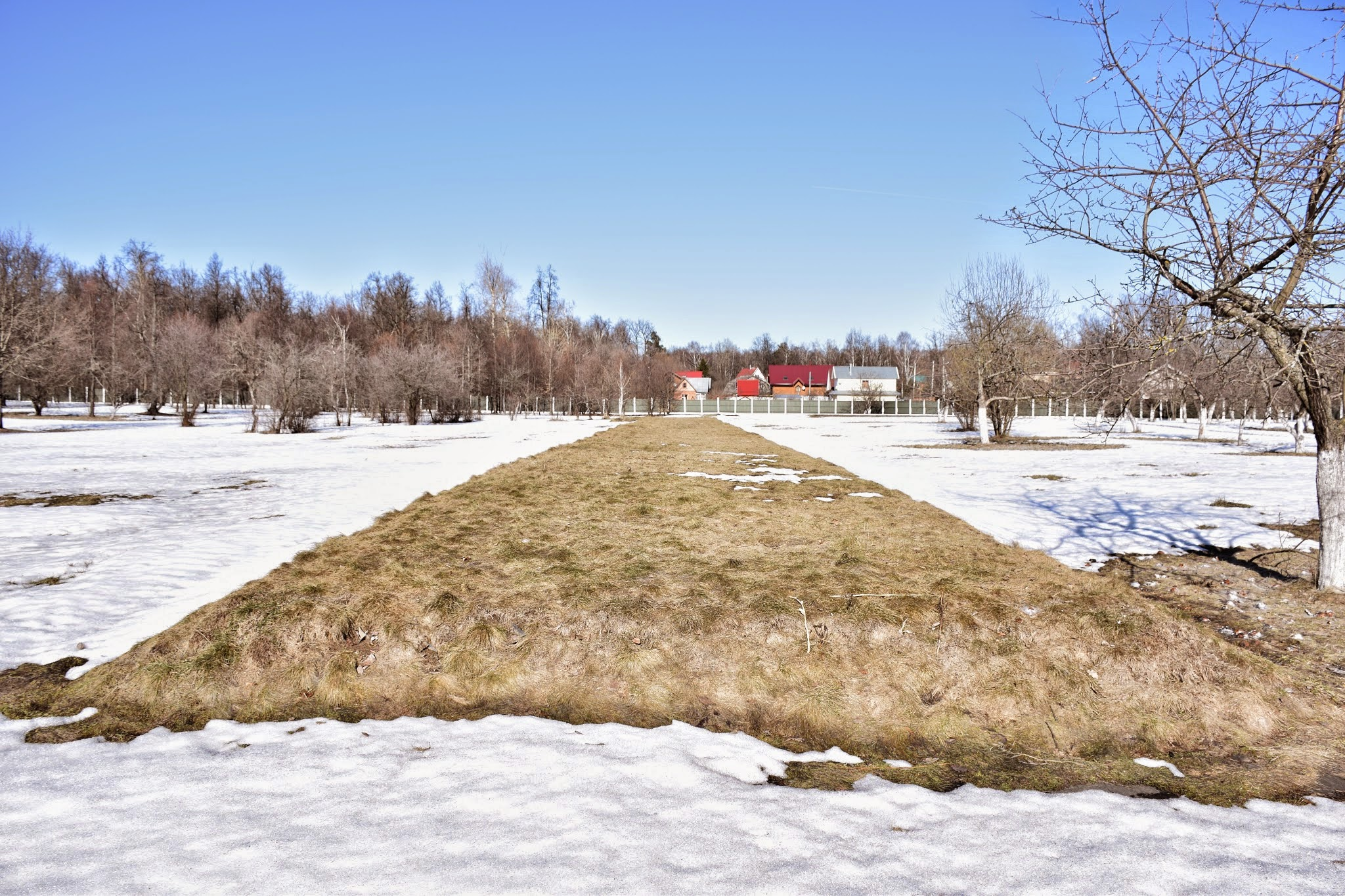
Massengrab in Butowo-Poligon

Das zwei Quadratkilometer große Gelände gehörte ursprünglich zum Landsitz der Moskauer Familie Zimin. Er wurde Mitte der 1930er Jahre dem NKWD übergeben, der dort den Schießplatz gründete und 1935 erste Exekutionen durchführte. Für die Tötungen verantwortlich war die sogenannte Kommandantura der Oblast Moskau unter NKWD-Generalmajor Wassili Michailowitsch Blochin. In den 1930er Jahren gehörte die Suchanowka zum Gelände, ein berüchtigtes Gefängnis, sowie die Kommunarka, ein Spezialobjekt des NKWD.
Ob im Zweiten Weltkrieg auf dem Schießplatz Exekutionen durchgeführt wurden, ist unklar: Dokumente dazu existieren nicht, Erschießungen sind jedoch auch für diesen Zeitraum nicht auszuschließen. Der Friedhof von Butowo wurde jedoch weiter für Begräbnisse von Gefangenen der Moskauer Gefängnisse genutzt. Er blieb bis 1995 Sperrgebiet und wurde vom KGB, später dem FSB bewacht.
Nach dem Zweiten Weltkrieg befand sich auf dem Gelände des Schieß- und Erschießungsplatzes eine Schule, die der Ausbildung von Leitungskadern der Polizei und der Staatssicherheitsorgane der Volksdemokratien diente.
Am 8. März 1994 wurde ein Kreuz auf dem Gelände aufgestellt und geweiht. Seit 1996 ist das Gelände im Besitz des Moskauer Patriarchats der Russisch-Orthodoxen Kirche, welche das Gedenken an diesem Erinnerungsort stark prägt. Es trägt heute den Namen Butowo-Poligon (russisch Бутовский полигон Butowski poligon; Poligon steht im Russischen unter anderem für (militärischer) Übungsplatz).